# 4669 Hoder
4669 Hoder је астероид главног астероидног појаса са средњом удаљеношћу од Сунца која износи 2,198 астрономских јединица (АЈ).
Апсолутна магнитуда астероида је 13,7.